# Volker Ordowski
Volker Ordowski (Weilen unter den Rinnen, 9 novembre 1973) è un ex ciclista su strada tedesco.

## Palmarès

### Strada
- 1997 (Schauff-Öschelbronn, una vittoria)

3ª tappa Postgirot Open

#### Altri successi
- 1997 (Schauff-Öschelbronn)

Märchensee Kriterium
- 2006 (Team Gerolsteiner)

Criterium Esslingen

## Piazzamenti

### Grandi Giri
- Giro d'Italia

2005: ritirato (14ª tappa)
2006: ritirato (19ª tappa)
2007: ritirato (2ª tappa)
2008: ritirato (11ª tappa)
- Vuelta a España

2005: 106º

### Classiche monumento
- Giro delle Fiandre

2003: ritirato